# 小八賀川
小八賀川（こはちががわ）は、岐阜県高山市を流れる神通川水系の一級河川。高山市の浄水場はここの水を使用している。流域には、農道離着陸場の飛騨エアパークがある。

## 地理
岐阜県高山市の東部に源を発し西に流れ、高山市下切町で宮川（神通川）に合流する。
上流域には1905年に造られた下切発電所を始め、中部電力が管理する水力発電所が5か所ある。
美濃帯中期ジュラ紀付加体小八賀川コンプレックスといったものがあり、流域の地層は地質学上から注目されている。

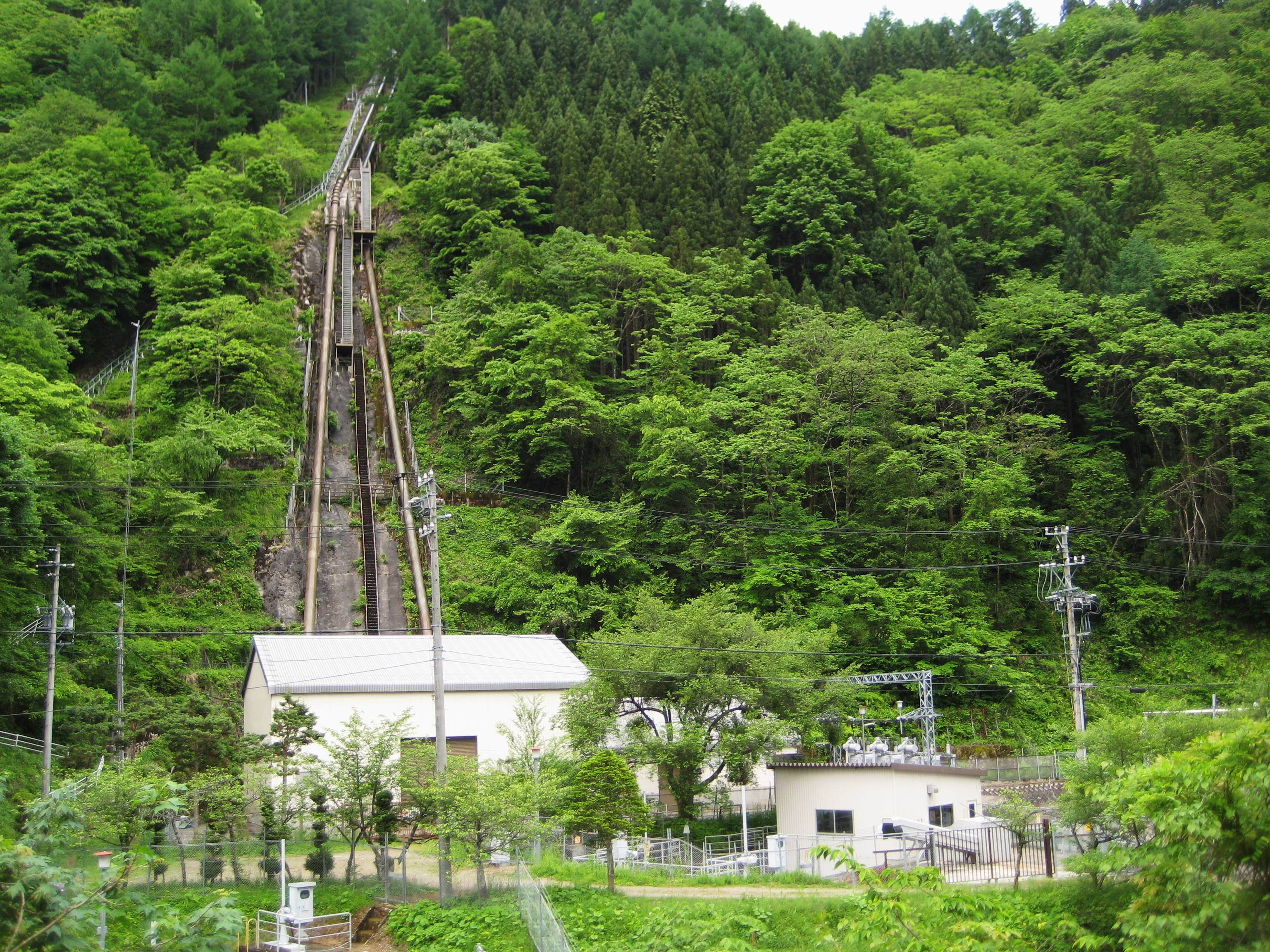
旗鉾発電所

## 並行する交通

### 道路
- 国道158号